# Leven en legenden van St. Franciscus en zijn gezellen
Leven en legenden van St. Franciscus en zijn gezellen is de Middelnederlandse vertaling van het Latijnse Legenda Major van Sint-Bonaventura, generaal van de Orde der Minderbroeders (1257 - 1274). Van deze tekst zijn enkele handschriften overgeleverd die momenteel bewaard worden in de Universiteitsbibliotheek Gent.

## Legenda Major

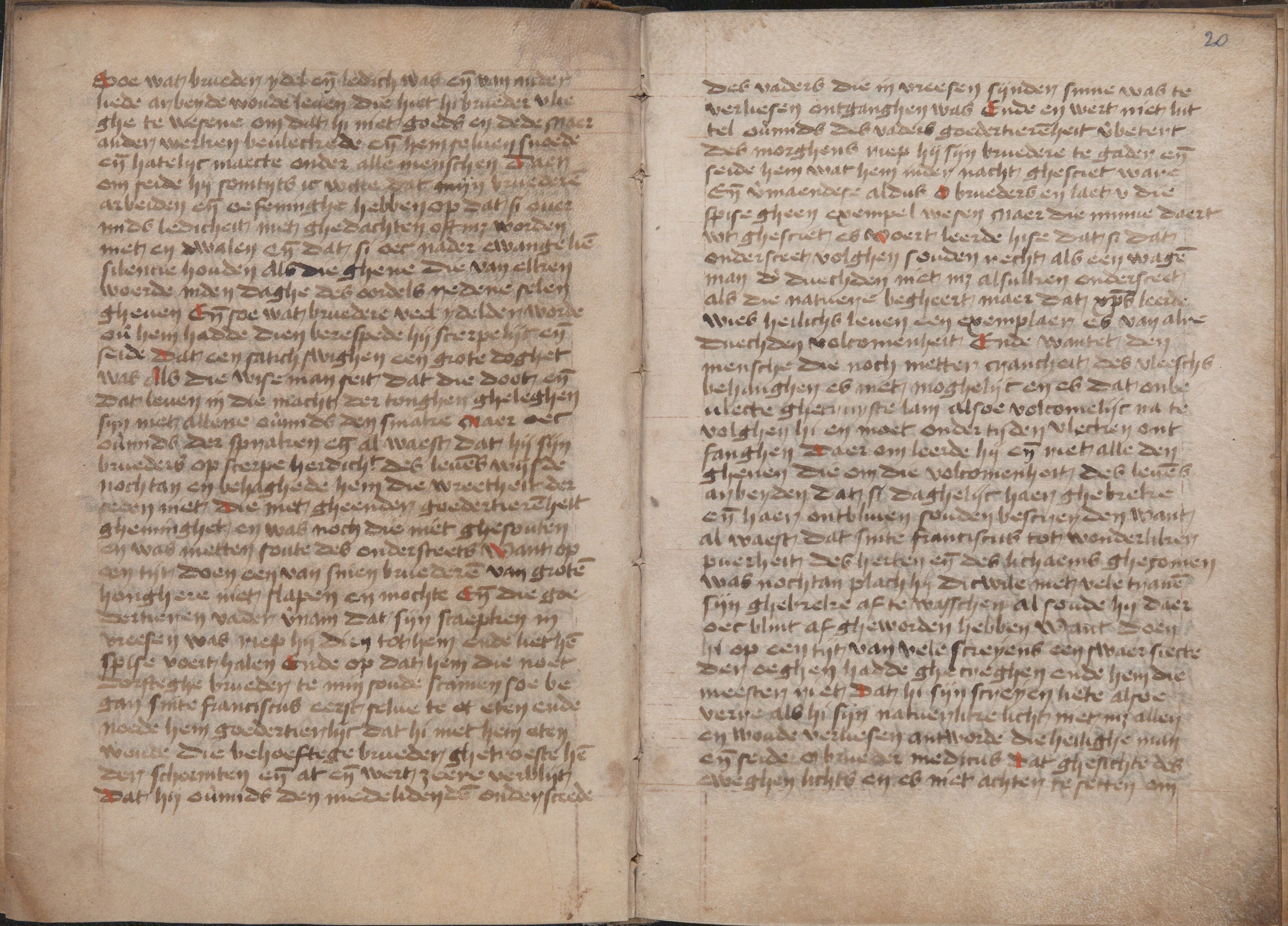
Fragment uit handschrift 965 met de volledige Middelnederlandse vertaling door Jacob van Maerlant.

Bonaventura heeft zijn werk verdeeld in twee delen. Het eerste deel bevat 15 hoofdstukken: één tot vier geven de levensloop van Franciscus, vijf tot twaalf zijn verhalen over de verschillende deugden, dertien, veertien en vijftien behandelen de stigmatisatie, overbrenging van zijn lichaam en heiligverklaring. Het tweede deel, dat bijna een derde van het gehele werk beslaat, deelt in tien paragrafen de wonderen mee, die na Franciscus' dood geschied zijn. Alle wonderen heeft Bonaventura uit het Tractaat van Celano overgenomen, op enkele na. Door de vele wonderen te verhalen schreef Bonaventura geheel in de geest van het Middeleeuwse heiligenleven, dat een voorliefde toont voor wonderen en het bovennatuurlijke.
Het zou kunnen schijnen, dat Bonaventura als compilator weinig nieuws aanbracht. Maar alle hoofdstukken bevatten echter veel nieuwe elementen. En aan de stof, voor het grootste deel van elders ontleend en meestal door hem zelf verkort, heeft hij een nieuw aspect gegeven. Het nieuwe dat Bonaventura aan de daden van Franciscus toevoegde is dus niet zo weinig. En dan: de scholastieke leraar bracht het hele leven in een theologische sfeer door er veel bezonnen en vrome gedachten van zijn speculatieve en mystieke wetenschap in te lassen. Hij zag Franciscus als de Man die de mensen op wondere wijze leerde gelijkvormig aan Christus te leven, en die zelf daarvan het verrukkelijk voorbeeld gaf.

## Middelnederlandse vertaling

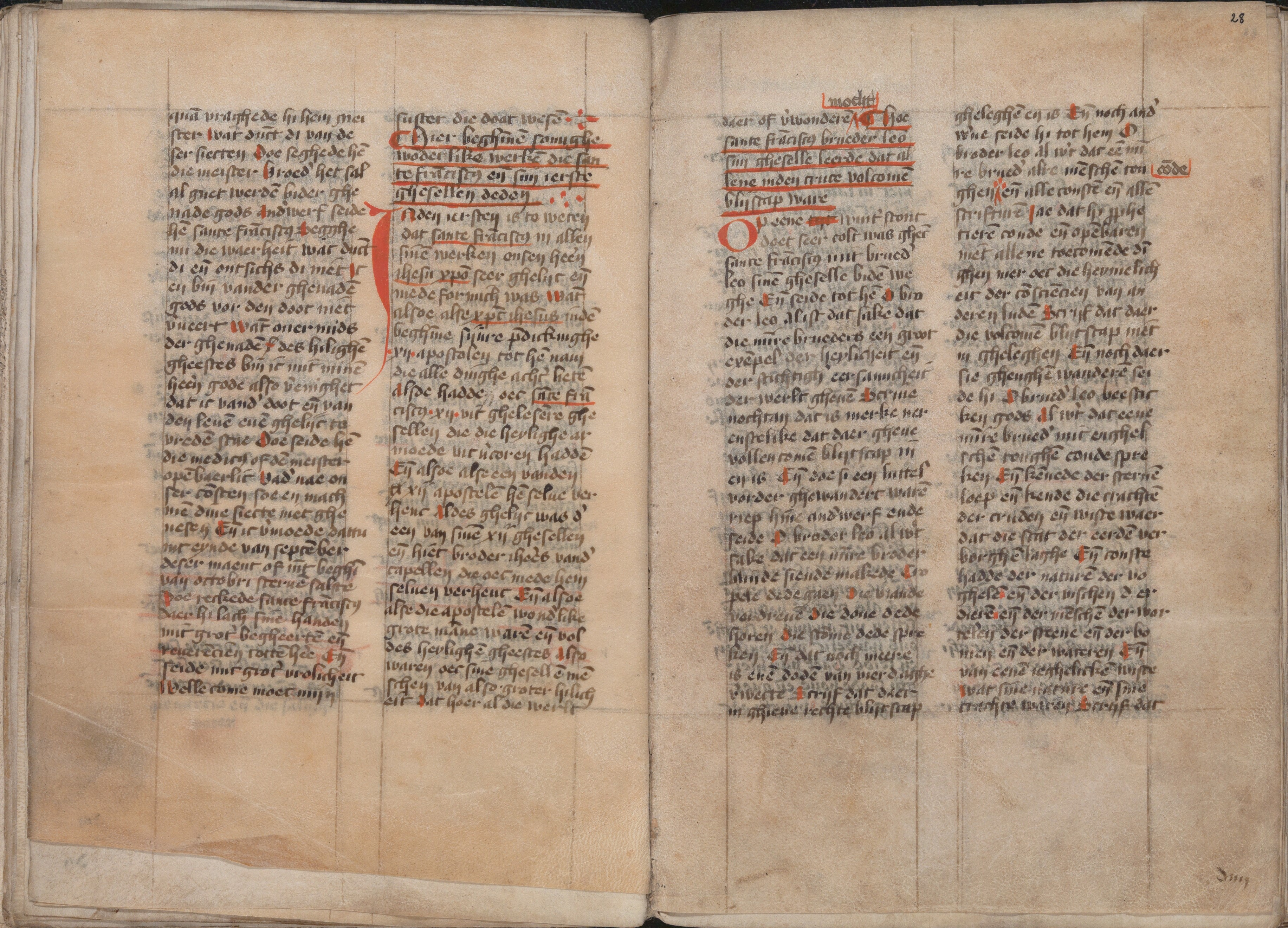
Fragment uit handschrift 1049 met Middelnederlandse Franciscaanse traktaten.

Het Middelnederlandse berijmde Leven van Sint Franciscus is dus een vertaling uit het Latijn: Legenda Major, van Sint Bonaventura, generaal van de Orde der Minderbroeders. Er zijn nog een dertigtal Middelnederlandse handschriften van het Franciscus-Leven van Bonaventura bekend. De meeste bevinden zich in Amsterdam, Brussel, Berlijn, Den Haag, Haarlem, Keulen, Leiden, Münster, Utrecht en ook in Gent. De oorspronkelijke vertaler van de Legenda Major was niemand minder dan Jacob van Maerlant. Van Maerlant wilde niet uitsluitend woorden gebruiken die gangbaar waren in het land van degenen, die hem om de vertaling verzocht hadden, de Minderbroeders te Utrecht, - hij zou als Vlaming daartoe ook niet in staat zijn geweest, - maar hij wilde zich ook niet beperken tot enkel Vlaamse woorden en vormen; aan alle dialecten en talen kunnen woorden en vormen ontleend worden was zijn opvatting. Hij streefde naar een beschaafde taal en ‘gebruikte schrijfwijzen, die in een betrekkelijk groter omringend gebied eveneens gangbaar waren, voor vele vormen echter ook als algemeen’ voorkwamen. De taalkundige kenmerken zijn op te merken in elke overgeleverd handschrift. In Gent zijn handschrift 965 en handschrift 1049 bewaard gebleven. Ze dragen beide de titel Leven en legenden van St. Franciscus en zijn gezellen.

#### Handschrift 965
Dit handschrift is een duidelijke vertaling van de Latijnse Legenda Major van Bonaventura. Het manuscript werd vervaardigd in de vijftiende eeuw, in de Zuidelijke Nederlanden. Het bevat het verhaal van het Leven van Sint-Franciscus en Franciscaanse traktaten. Naast de Middelnederlandse vertaling, vindt men op het einde enkele annotaties van Joos de Lepelaere, Jan van der Meere, Pieter de Clercq, Jacobus Carolus de Mortier, Dominicus Baets op de folio's van 183v tot 187r. Deze annotaties werden toegevoegd tussen de zestiende en de achttiende eeuw.

#### Handschrift 1049
Handschrift 1049, met een gelijkaardige titel zoals die van handschrift 965, werd vervaardigd in de Noordelijke Nederlanden, in de eerste helft van de vijftiende eeuw. Het handschrift kent zijn oorsprong in Zutphen, in het St. Catharinaklooster. Later werd het gevonden bij ene Fabianus Dechering en nog later bij don F. Vander Haeghen in 1870. Dit handschrift bevat niet de volledige tekst van het leven van Sint-Franciscus, maar bedraagt enkele van de Franciscaanse traktaten die door Jacob van Maerlant vertaald werden. Kort samengevat bevat het handschrift de volgende onderdelen (waarbij de Latijnse titel behouden is, maar het gaat wel degelijk om een Middelnederlandse vertaling):
- Leo, Speculum perfectionis (ff. 1r-27v)
- Actus beati Francisci et sociorum eius (tweede vertaling) (ff. 27v-42v)
- Dicta beati Aegidii Assisiensis (ff. 42v-55r)
- Actus beati Francisci et sociorum eius (vervolg) (ff. 55r-57v)
- Verba admonitionis S. Francisci (ff. 57v-60v)
- Actus beati Francisci et sociorum eius (eerste vertaling) (ff. 60v-109v).